# ミハイル・ミシュスティン内閣
ミハイル・ミシュスティン内閣（ロシア語: Правительство Мишустина）は、2020年1月21日に成立したミハイル・ミシュスティンを首相とするロシア連邦の内閣。
2020年の憲法改正によって従来の内閣が大幅に変更された。また、新型コロナウイルスによって首相のミハイル・ミシュスティンを始めとした4人の閣僚が一時的に交代した。

## 首班指名

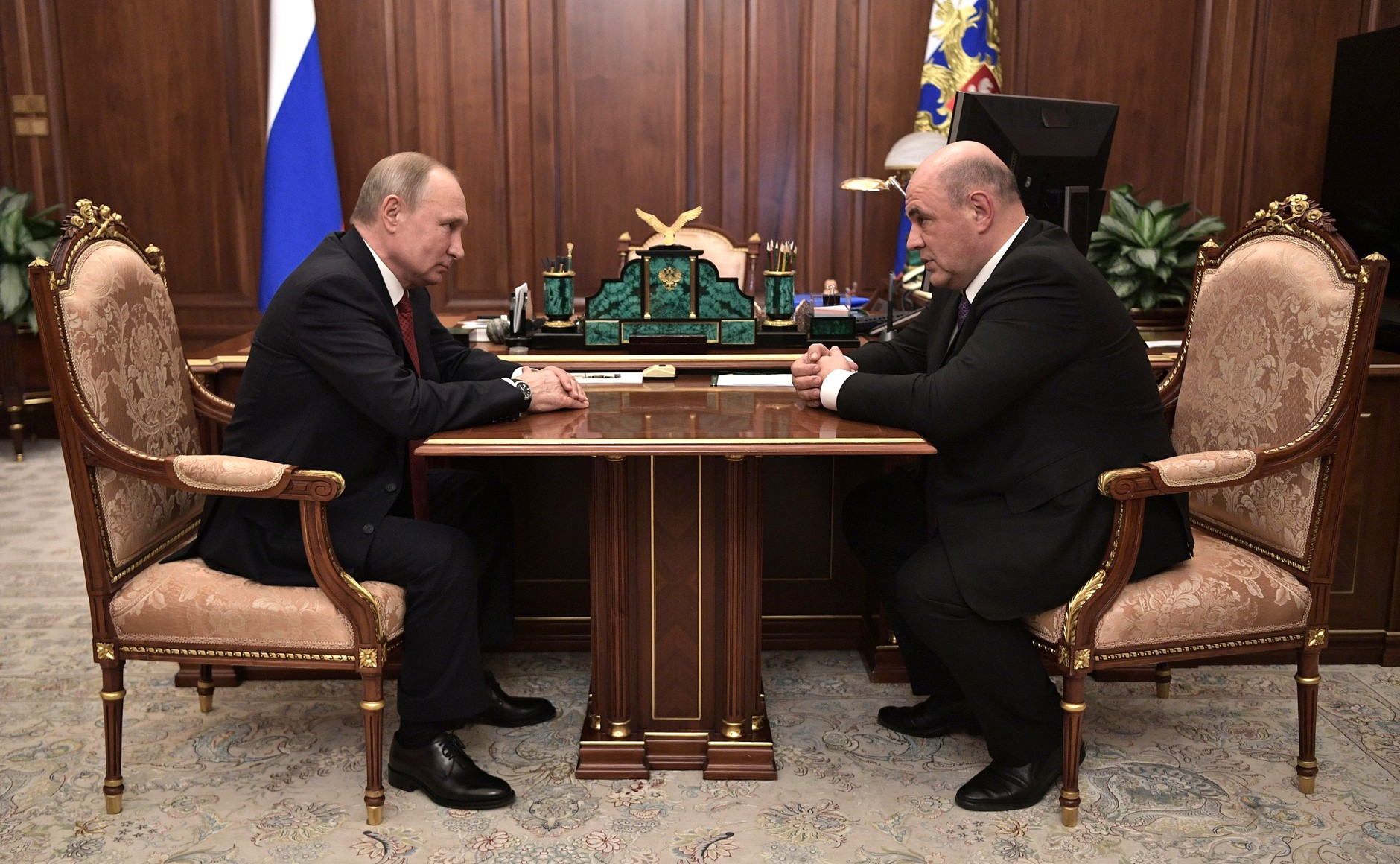
プーチン大統領から首相指名を受けるミシュスティン（2020年1月15日）

ウラジーミル・プーチン大統領が演説の中で憲法改正を提案した後、2020年1月15日に第2次ドミートリー・メドヴェージェフ内閣が総辞職をした。同日、プーチン大統領はミハイル・ミシュスティンを首相に指名し、1月16日には国家院（下院）で過半数の議席を持つ統一ロシアが支持することを発表したた為、この時点でミシュスティンの首相就任が決定した。その後、ロシア自由民主党と公正ロシアはミシュスティン首相就任への支持を表明したが、共産党は新内閣の構成とプログラムは不透明だとし不支持を表明した。しかし、プーチン大統領はメドヴェージェフ内閣の解散と議会の権限拡大といった共産党の提案を認めた為、共産党はミシュスティンの首相任命に反対票ではなく棄権をした。

### 国家院承認

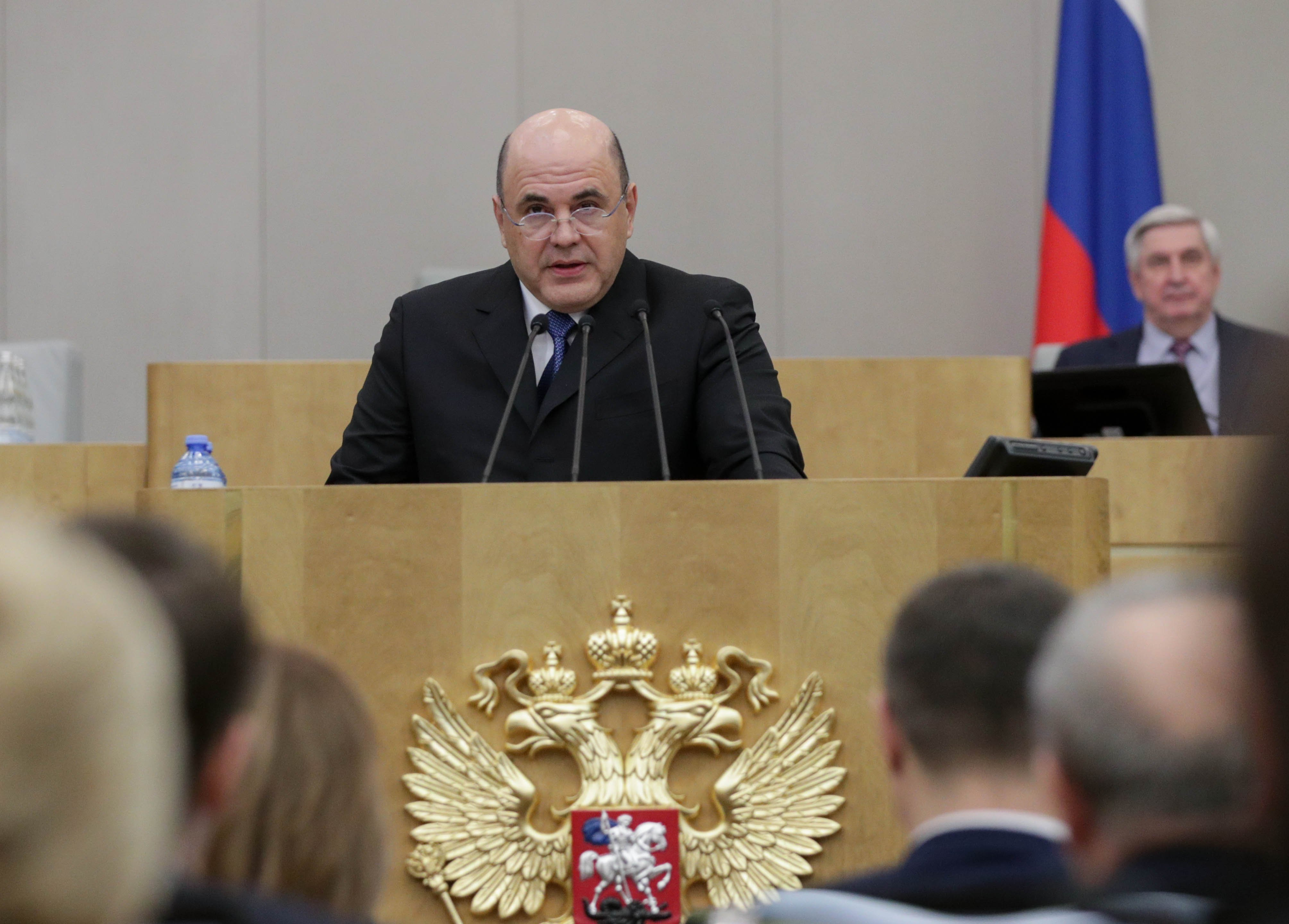
公聴会でのミシュスティン（2020年1月16日）

2020年1月16日、国家院はミハイル・ミシュスティンの首相就任を承認した。投票数449票のうち賛成383票、反対0票であった。反対票なしで承認されたのはこれが初めてである。
| 党派               | 議員数 | 賛成 | 反対 | 棄権 | 無投票 | 空席 |
| ------------------ | ------ | ---- | ---- | ---- | ------ | ---- |
| 統一ロシア         | 341    | 326  | 0    | 0    | 15     |      |
| 共産党             | 43     | 0    | 0    | 41   | 2      |      |
| 自由民主党         | 40     | 39   | 0    | 0    | 1      |      |
| 公正ロシア         | 23     | 17   | 0    | 0    | 6      |      |
| 祖国               | 1      | 1    | 0    | 0    | 0      |      |
| 市民プラットホーム | 1      | 0    | 0    | 0    | 1      |      |
| 全党派             | 449    | 383  | 0    | 41   | 25     | 1    |
| 出典               |        |      |      |      |        |      |

## 閣僚
| 職名                                                          | 写真           | 氏名                                  | 所属政党      | 所属政党   | 任命           | 退任                                                                          |
| ------------------------------------------------------------- | -------------- | ------------------------------------- | ------------- | ---------- | -------------- | ----------------------------------------------------------------------------- |
| 首相                                                          |                | ミハイル・ミシュスティン              |               | 無所属     | 2020年1月16日  | （コロナウイルス感染により一時的に退任 2020年4月30日 - 2020年5月19日）        |
| 首相                                                          |                | アンドレイ・ベロウソフ （代行）       |               | 無所属     | 2020年4月30日  | 2020年5月19日                                                                 |
| 副首相                                                        |                |                                       |               |            |                |                                                                               |
| 第一副首相 金融・経済・国家プロジェクト担当                   |                | アンドレイ・ベロウソフ                |               | 無所属     | 2020年1月21日  |                                                                               |
| 副首相 兼 内閣官房長官                                        |                | ドミトリー・グリゴレンコ              |               | 無所属     | 2020年1月21日  |                                                                               |
| 副首相 農業・天然資源・生態系保護担当                         |                | ヴィクトリア・アヴラムチェンコ        |               | 統一ロシア | 2020年1月21日  | 2024年5月12日                                                                 |
| 副首相 農業・天然資源・生態系保護担当                         |                | ドミトリー・パトルシェフ              |               | 無所属     | 2024年5月14日  |                                                                               |
| 副首相 建設・地域政策担当                                     |                | マラト・クスヌリン                    |               | 無所属     | 2020年1月21日  |                                                                               |
| 副首相 国防・宇宙産業担当                                     |                | ユーリ・ボリソフ                      |               | 無所属     | 2020年1月21日  | 2022年7月15日                                                                 |
| 副首相 国防・宇宙産業担当                                     |                | デニス・マントゥロフ                  |               | 統一ロシア | 2022年7月15日  |                                                                               |
| 産業貿易相                                                    | 2020年1月21日  | デニス・マントゥロフ                  |               | 統一ロシア |                |                                                                               |
| 副首相 ユーラシア経済連合・CIS・BRICS・G20 その他国際会議担当 |                | アレクセイ・オヴェルチュク            |               | 無所属     | 2020年1月21日  |                                                                               |
| 副首相 燃料・エネルギー複合体担当                             |                | アレクサンドル・ノヴァク              |               | 統一ロシア | 2020年11月10日 |                                                                               |
| 副首相 兼 極東連邦管区大統領全権代表                          |                | ユーリ・トルトネフ                    |               | 統一ロシア | 2020年1月21日  |                                                                               |
| 副首相 社会政策担当                                           |                | タチアナ・ゴリコワ                    |               | 統一ロシア | 2020年1月21日  |                                                                               |
| 副首相 旅行・スポーツ・文化・通信担当                         |                | ドミトリー・チェルニシェンコ          |               | 無所属     | 2020年1月21日  |                                                                               |
| 副首相 運輸担当                                               |                | ヴィタリー・サヴェリエフ              |               | 統一ロシア | 2024年5月14日  |                                                                               |
| 国務大臣                                                      |                |                                       |               |            |                |                                                                               |
| 農業相                                                        |                | ドミトリー・パトルシェフ              |               | 無所属     | 2020年1月21日  | 2024年5月7日                                                                  |
| 農業相                                                        | 2024年5月7日   | ドミトリー・パトルシェフ              | 2024年5月14日 | 無所属     |                |                                                                               |
| 農業相                                                        |                | オクサナ・ルート                      |               | 統一ロシア | 2024年5月14日  |                                                                               |
| 建設・住宅公営事業相(en)                                      |                | ウラジーミル・ヤクーシェフ            |               | 統一ロシア | 2020年1月21日  | 2020年11月9日 （コロナウイルス感染により一時的に退任 2020年5月1日 - 5月26日） |
| 建設・住宅公営事業相(en)                                      |                | ニキータ・スタシッシュ （代行）       |               | 無所属     | 2020年5月1日   | 2020年5月26日                                                                 |
| 建設・住宅公営事業相(en)                                      |                | イレク・ファイズリン                  |               | 無所属     | 2020年11月9日  | 2020年11月10日                                                                |
| 建設・住宅公営事業相(en)                                      | 2020年11月10日 | イレク・ファイズリン                  |               | 無所属     |                |                                                                               |
| 文化相                                                        |                | オルガ・リュビモワ                    |               | 無所属     | 2020年1月21日  | （コロナウイルス感染により一時的に退任 2020年5月6日 - 5月14日）               |
| 文化相                                                        |                | セルゲイ・オブリヴァリン （代行）     |               | 無所属     | 2020年5月6日   | 2020年5月14日                                                                 |
| 国防相                                                        |                | セルゲイ・ショイグ                    |               | 統一ロシア | 2020年1月21日  | 2024年5月14日                                                                 |
| 国防相                                                        |                | アンドレイ・ベロウソフ                |               | 無所属     | 2024年5月14日  |                                                                               |
| 極東・北極圏開発相                                            |                | アレクサンドル・コズロフ              |               | 統一ロシア | 2020年1月21日  | 2020年11月10日                                                                |
| 極東・北極圏開発相                                            |                | アレクセイ・チェクンコフ              |               | 無所属     | 2020年11月10日 |                                                                               |
| デジタル発展・通信・マスコミ相                                |                | マスット・シャダエフ                  |               | 無所属     | 2020年1月21日  |                                                                               |
| 経済発展相                                                    |                | マキシム・レシェトニコフ              |               | 統一ロシア | 2020年1月21日  |                                                                               |
| 教育相                                                        |                | セルゲイ・クラフツォフ                |               | 無所属     | 2020年1月21日  |                                                                               |
| 非常事態相                                                    |                | エフゲニー・ジニチェフ                |               | 無所属     | 2020年1月21日  | 2021年9月8日                                                                  |
| 非常事態相                                                    |                | アレクサンドル・チュプリヤン （代行） |               | 無所属     | 2021年9月8日   | 2022年5月25日                                                                 |
| 非常事態相                                                    |                | アレクサンドル・クレンコフ            |               | 無所属     | 2022年5月25日  |                                                                               |
| エネルギー相                                                  |                | アレクサンドル・ノヴァク              |               | 統一ロシア | 2020年1月21日  | 2020年11月10日                                                                |
| エネルギー相                                                  |                | ニコライ・シュルギノフ                |               | 無所属     | 2020年11月10日 |                                                                               |
| 財務相                                                        |                | アントン・シルアノフ                  |               | 統一ロシア | 2020年1月21日  |                                                                               |
| 外相                                                          |                | セルゲイ・ラブロフ                    |               | 統一ロシア | 2020年1月21日  |                                                                               |
| 保健相                                                        |                | ミハイル・ムラシコ                    |               | 無所属     | 2020年1月21日  |                                                                               |
| 内相                                                          |                | ウラジーミル・コロコリツェフ          |               | 無所属     | 2020年1月21日  |                                                                               |
| 司法相                                                        |                | コンスタンチン・チュイチェンコ        |               | 統一ロシア | 2020年1月21日  |                                                                               |
| 労働・社会保障相 (en)                                         |                | アントン・コチャコフ                  |               | 無所属     | 2020年1月21日  |                                                                               |
| 天然資源・環境相                                              |                | ドミトリー・コビルキン                |               | 統一ロシア | 2020年1月21日  | 2020年11月9日                                                                 |
| 天然資源・環境相                                              |                | スヴェトラーナ・ラチェンコ （代行）   |               | 無所属     | 2020年11月9日  | 2020年11月10日                                                                |
| 天然資源・環境相                                              |                | アレクサンドル・コズロフ              |               | 統一ロシア | 2020年11月10日 |                                                                               |
| 科学・高等教育相                                              |                | ヴァレリー・ファルコフ                |               | 統一ロシア | 2020年1月21日  |                                                                               |
| スポーツ相(en)                                                |                | オレグ・マティツィン                  |               | 無所属     | 2020年1月21日  |                                                                               |
| 運輸相                                                        |                | エフゲニー・ディトリフ                |               | 統一ロシア | 2020年1月21日  | 2020年11月9日                                                                 |
| 運輸相                                                        |                | アレクサンドル・ネラドコ （代行）     |               | 無所属     | 2020年11月9日  | 2020年11月10日                                                                |
| 運輸相                                                        |                | ヴィタリー・サヴェリエフ              |               | 統一ロシア | 2020年11月10日 | 2024年5月7日                                                                  |
| 運輸相                                                        | 2024年5月7日   | ヴィタリー・サヴェリエフ              | 2024年5月14日 | 統一ロシア |                |                                                                               |
| 運輸相                                                        |                | ロマン・スタロボイト                  |               | 無所属     | 2024年5月14日  | 2025年7月7日                                                                  |
| 運輸相                                                        |                | アンドレイ・ニキーチン （代行）       |               | 統一ロシア | 2025年7月7日   |                                                                               |